# Озёрное (Полтавская область)
Озерное (укр. Озерне) — село,
Безсаловский сельский совет,
Лохвицкий район,
Полтавская область,
Украина.
Код КОАТУУ — 5322680404. Население по переписи 2001 года составляло 54 человека.

## Географическое положение
Село Озерное находится в 3-х км от правого берега реки Лохвица,
в 1-м км от села Сокириха.

## История
- 1809 — дата основания.